# Жорновка (Минская область)
Жорновка (бел. Жорнаўка) — деревня в Березинском районе Минской области Белоруссии. Входит в состав Березинского сельсовета.

## География
Деревня находится в восточной части Минской области, на берегах реки Жорновки, вблизи места впадения её в Березину, при автодороге Н-8003, на расстоянии приблизительно 3 километров (по прямой) к северу от города Березино, административного центра района. Абсолютная высота — 148 метров над уровнем моря. Площадь населённого пункта — 0,8116 км².

## История
По письменным источникам деревня известна с XVII века. По данным 1636 года селение Минского воеводства Великого княжества Литовского. После 1-го раздела Речи Посполитой (1772 год) в составе Российской империи. В 1800 году упоминается как владельческая деревня Игуменского уезда Минской губернии, в собственности у помещика Тышкевича.
По состоянию на 1909 год, в Жорновке имелось 67 дворов и проживало 463 человека. В административном отношении деревня входила в состав Погостской волости.

## Население
По данным переписи 2019 года, в деревне проживало 256 человек.
| Год  | Население, человек |
| ---- | ------------------ |
| 1800 | 99                 |
| 1885 | ↗ 200              |
| 1897 | ↗ 396              |
| 1905 | ↗ 463              |
| 1917 | ↘ 450              |
| 1960 | ↗ 577              |
| 2003 | ↘ 297              |
| 2008 | ↗ 259              |
| 2009 | ↘ 254              |
| 2019 | ↗ 256              |